# Nhóm nguyên tố 6

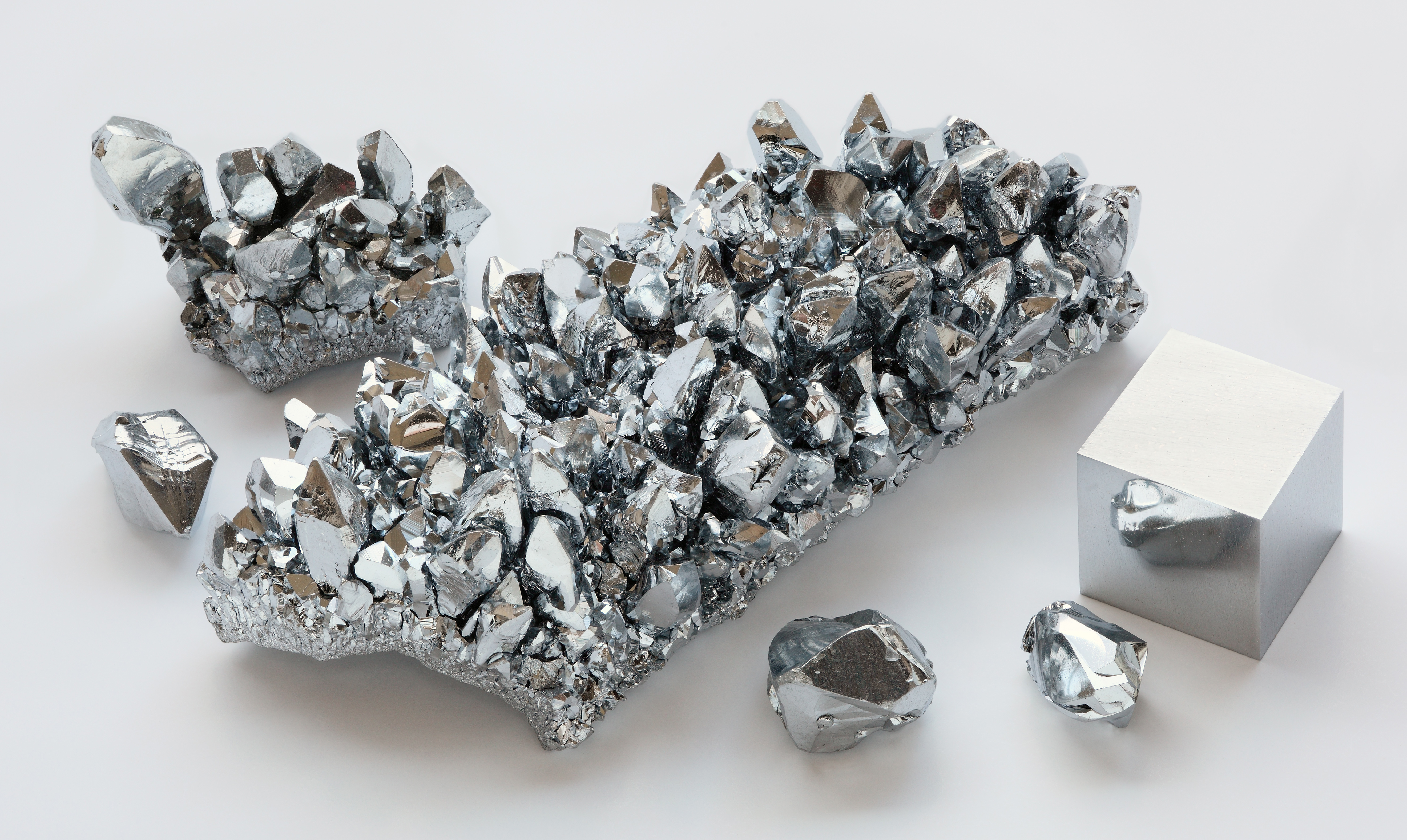
Tinh thể chromi tinh khiết 99,999% bên khối hộp 1 cm³.

Nhóm nguyên tố 6 là nhóm gồm 4 nguyên tố crom (Cr), molypden (Mo), wolfram (W) và seaborgi (Sg) trong bảng tuần hoàn, nhóm này còn có tên gọi khác là nhóm crom.